# III. třída okresu Břeclav
III. třída okresu Břeclav (okresní soutěž III. třídy) patří společně s ostatními třetími třídami mezi deváté nejvyšší fotbalové soutěže v Česku. Je řízena Okresním fotbalovým svazem Břeclav. Hraje se každý rok od léta do jara se zimní přestávkou. Účastní se ji 14 týmů z okresu okresu Břeclav, každý s každým hraje jednou na domácím hřišti a jednou na hřišti soupeře. Celkem se tedy hraje 26 kol. Vítězem se stává tým s nejvyšším počtem bodů v tabulce a postupuje do II. třídy okresu Břeclav. Poslední dva týmy sestupují do IV. třídy. Do III. třídy vždy postupuje vítězný a druhý tým z IV. třídy.

## Vítězové

### III. třída okresu Břeclav skupina A
| Ročník    | Vítězný tým               |
| --------- | ------------------------- |
| 2003/2004 | TJ Sokol Přítluky         |
| 2004/2005 | TJ Sokol Dolní Dunajovice |
| 2005/2006 | TJ Sokol Týnec            |
| 2006/2007 | FC Pálava Mikulov „B“     |
| 2007/2008 | TJ Palavan Bavory „B“     |
| 2008/2009 | TJ Palavan Bavory „B“     |
| 2009/2010 | TJ Sokol Tvrdonice „B“    |
| 2010/2011 | TJ Sokol Sedlec           |
| 2011/2012 | TJ Moravský Žižkov        |
| 2012/2013 | FC Pálava Mikulov „B“     |
| 2013/2014 | TJ Sokol Hrušky           |
| 2014/2015 | TJ Moravan Lednice „B“    |
| 2015/2016 | TJ Moravan Lednice „B“    |
| 2016/2017 | TJ Moravský Žižkov        |
| 2017/2018 | SK Boleradice 1935        |
| 2018/2019 |                           |

### III. třída okresu Břeclav skupina B
| Ročník    | Vítězný tým                   |
| --------- | ----------------------------- |
| 2003/2004 | TJ Sokol Strachotín           |
| 2004/2005 | TJ Sokol Křepice              |
| 2005/2006 | TJ Sokol Nosislav             |
| 2006/2007 | TJ Sokol Přibice              |
| 2007/2008 | TJ Družstevník Nikolčice      |
| 2008/2009 | Dynamo Cvrčovice              |
| 2009/2010 | TJ Sokol Krumvíř              |
| 2010/2011 | TJ Slavoj Velké Pavlovice „B“ |
| 2011/2012 | Sokol Brumovice               |
| 2012/2013 | FK Vrbice 1959                |
| 2013/2014 | TJ Sokol Zaječí               |
| 2014/2015 | TJ Sokol Šitbořice            |
| 2015/2016 | TJ Sokol Uherčice             |
| 2016/2017 | TJ Sokol Strachotín           |
| 2017/2018 | TJ Dynamo Velký Dvůr          |
| 2018/2019 |                               |